# Nicolas Vallet
Nicolas Vallet (Corbeny, 1583 circa – Amsterdam, 1642 circa) è stato un compositore e liutista francese naturalizzato olandese.

## Biografia
Originario della Francia, dovette abbandonarla probabilmente a causa della sua fede calvinista. Trovò rifugio nella Repubblica delle Sette Province Unite intorno al 1613. Stabilitosi ad Amsterdam come musicista indipendente vi tenne dei corsi di liuto e prese l'iniziativa, in collaborazione con il collega Eduard Hancock, di fondare una scuola di danza che aprì il 12 novembre 1626 nella propria abitazione. La sua prima intavolatura per liuto fu il Secretum Musarum ("Il segreto delle Muse"), che comprendeva composizioni e arrangiamenti per il liuto rinascimentale a dieci cori. L'opera era composta da due volumi che vennero pubblicati rispettivamente nel 1615 e nel 1616. Vallet fu uno degli ultimi compositori importanti a dedicarsi a questo strumento prima della comparsa del liuto barocco. I tomi comprendevano brani appartenenti a tutte le composizioni musicali di allora (preludi, fantasie, danze, balletti e canzoni) che riprendevano i temi diffusi in tutta Europa a partire dalla fine del XVI secolo.
Compose inoltre 21 salmi di David, pubblicato nel 1615, e la Regia Pietas nel 1620. Nei 21 salmi la voce canta la melodia del salmo, mentre il liuto intreccia attorno alla voce una virtuosa pseudo-polifonia. Nella Regia Pietas Vallet annotò solo l'intavolatura di tutti i 150 salmi, tuttavia indicò le sillabe dei salmi con asterischi sotto di esse al fine di offrire al cantante la libertà di aggiungere i testi dei salmi calvinisti in francese, olandese, tedesco o latino nei luoghi indicati. L'idea era anche di risparmiare spazio e quindi carta.
Vallet fu tra i primi a introdurre gli abbellimenti nelle intavolature per liuto.
Nel 1642 pubblicò la composizione per violino e basso Apolloos soete lier ("La dolce lira di Apollo").

## Opere pubblicate
- (LA)  Secretum Musarum, in quo vera et genuina testudinem dextre simul et prompte pulsandi ratio ad amussim proponitur, Amsterdam, 1615 (terza edizione nel 1618 come Paradisus Musicus Testudinis)
- (NL, FR)  Een en twintich Psalmen Davids / Vingt et un pseaumes de David, Amsterdam, 1615
- (NL, FR)  Het Tweede Boeck Van De Luyt-Tablatuer, Ghenoemt Het Gheheymnisse der sangh-goddinnen / Le second livre de tablature de luth; intitulé Le Secret des Muses, Contenant plusieurs belles pièces non encor ouyes par ci-deuant, fort faciles et utiles pour tous amateurs. Ensemble plusieurs autres pièces mises en Tablature selon la mode, plus belle, et plus facile qui se puisse trouver, entrautres quelques pièces mises pour jouer à quatre Luts différemment accordez[4], Amsterdam, 1616
- (LA)  Regia Pietas, Amsterdam, 1620
- (NL)  Apolloos soete lier, 1642

## Discografia
- Nicolas Vallet, Le Secret des Muses, di Jérôme Blum, Brian Feehan, et al., Astrée, 1997
- Nicolas Vallet, Le Secret des Muses, di Eugène Ferré, Astrée, 1997
- Nicolas Vallet, Le Secret des Muses 1615-1616, di Paul O'Dette, Harmonia Mundi, 2004
- Nicolas Vallet, Le Secret des Muses, di Nigel North, Atma, 2006
- Calvijn in de Gouden Eeuw: Calvinist Music from France and the Netherlands, Camerata Trajectina (contiene i salmi 12 e 31 di Vallet), Globe, 2009